# Tutti Frutti (canção)
Tutti Frutti é uma canção de Little Richard (1932-2020) gravada pelo mesmo em 1955 e que se tornou seu maior sucesso comercial. Com a abertura "Womp-bomp-a-loom-op-a-womp-bam-boom" (o som da bateria, como Richard havia imaginado) e a letra enérgica, a canção tornou-se um modelo não somente para o artista como também para o Rock and roll de uma maneira geral.
Em 2007, uma grupo seleto de artistas colocou "Tutti Frutti" em 1º lugar na lista das "100 Maiores Gravações que Mudaram o Mundo", em votação organizada pela revista Mojo; a canção foi descrita como o "som do nascimento do Rock and roll". Em 2010, a Biblioteca do Congresso inclui a canção em seus arquivos descrevendo que "a vocalização única e a irresistível batida anunciaram uma nova era na música". Em abril de 2012, a revista Rolling Stone declarou que a canção "ainda possui o que é considerado a letra mais inspirada de rock já gravada".

## Outras versões
- Em 1956, Elvis Presley gravou a canção e a incluiu no seu álbum de estreia Elvis Presley. A versão de Presley, no entanto, teve algumas partes da letra modificadas;[8]
- A banda Queen incluiu sua versão no álbum Live at Wembley '86, de 1986;
- Elton John gravou-a em jam session com a banda T. Rex e o baterista Ringo Starr para o filme Born to Boogie, de 1972;
- MC5 em seu segundo álbum Back in the USA, de 1970;